# Nain Singh

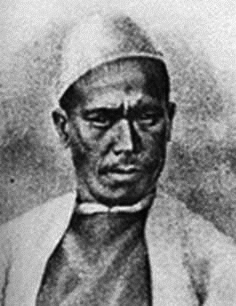
Nain Singh

Nain Singh Rawat (नैन सिंह रावत) (± 1826-1882) was een Indiaas basisschoolleraar, cartograaf en ontdekkingsreiziger van Tibet in Brits-Indische dienst. Hij bracht de handelsroute door Nepal in kaart, bepaalde voor het eerst de locatie en hoogte van Lhasa en bracht een groot deel van de grootste rivier van Tibet, de Yarlung Tsangpo, in kaart.
Nain Singh ontving verschillende prijzen voor zijn ontdekkingsreizen in Tibet, van de Britse Royal Geographic Society, de Franse Societé des Géographes en de Indiase regering. Op 27 juni 2004 verscheen er een postzegel in India met Singhs beeltenis. Krishna Singh, de broer van Nain, was eveneens ontdekkingsreiziger (pundit).

## Eerste reis naar Tibet
In 1865 vertrok Nain Singh met zijn neef Mani Singh vanuit het hoofdkwartier van de Great Trigonometrical Survey in Dehradun naar Nepal. Daar keerde Mani terug naar India via West-Tibet; Nain nam de Tibetaanse identiteit aan en trok verder naar Tashilhunpo, waar hij de achtste pänchen lama, Tenpey Wangchug, ontmoette en reisde vervolgens door naar Lhasa.
Tijdens zijn verblijf in Lhasa werd zijn echte identiteit ontdekt door twee moslimhandelaren uit Kasjmir; ze gaven hem niet alleen niet aan, maar leenden hem ook een geldbedrag waarvoor hij zijn horloge in onderpand gaf. Via het meer Manasarovar in West-Tibet reisde hij terug naar India.
Tijdens de voorbereiding van zijn reis had hij zich aangeleerd passen te maken van gelijke lengte. Om de tel niet kwijt te raken gebruikte hij een gebedsmolen die hij tijdens het lopen draaide. In de gebedsmolen verstopte hij de berekeningen die hij onderweg maakte.

## Vervolgreizen
Nain Singh maakte zijn tweede reis naar Tibet in 1867. Tijdens deze reis bracht hij West-Tibet in kaart en bezocht hij de legendarische goudmijnen van Thok-Jalung. De goudgravers groeven hier alleen in de bovenlaag van de bodem, omdat ze geloofden dat dieper graven een misdaad tegen de Aarde was en haar haar vruchtbaarheid zou ontnemen.
In 1873-75 reisde hij van Leh in Kasjmir naar Lhasa via een meer noordelijke route dan langs de Tsangpo zoals hij tijdens zijn eerste reis had gevolgd.

## Filmografie
In 2001 verscheen de documentaire met filmfragmenten Treasure Seekers: Tibet's Hidden Kingdom, die regisseur Graham Townsley voor National Geographic maakte. De film over de Geschiedenis van de ontdekkingsreizen in Tibet is in de eerste helft gewijd aan de voorbereidingen en de eerste reis die Nain Singh door Tibet maakte.